# Mike Komisarek
Michael "Mike" Komisarek, född 19 januari 1982, är en amerikansk före detta professionell ishockeyspelare. Han har tidigare representerat Toronto Maple Leafs, Montreal Canadiens och Carolina Hurricanes i NHL.
Komisarek draftades i första rundan i 2001 års draft av Montreal Canadiens som 7:e spelare totalt.
Den 3 juli 2013 valde Maple Leafs köpa ut Komisarek från sitt kontrakt till en kostnad av $2,333,334, som kommer betalas ut över de kommande två åren.

## Statistik

### Klubbkarriär
| 1998–99    | New England Jr. Coyotes        | EJHL       | 53  | 17 | 24 | 41 | 10  | —  | — | — | — | —  |
| 1999–00    | U.S. National Development Team | USDP       | 58  | 5  | 8  | 13 | 152 | —  | — | — | — | —  |
| 2000–01    | Michigan Wolverines            | CCHA       | 41  | 4  | 12 | 16 | 77  | —  | — | — | — | —  |
| 2001–02    | Michigan Wolverines            | CCHA       | 39  | 11 | 19 | 30 | 68  | —  | — | — | — | —  |
| 2002–03    | Hamilton Bulldogs              | AHL        | 56  | 5  | 25 | 30 | 79  | 23 | 1 | 5 | 6 | 60 |
| 2002–03    | Montreal Canadiens             | NHL        | 21  | 0  | 1  | 1  | 28  | —  | — | — | — | —  |
| 2003–04    | Hamilton Bulldogs              | AHL        | 18  | 2  | 7  | 9  | 47  | —  | — | — | — | —  |
| 2003–04    | Montreal Canadiens             | NHL        | 46  | 0  | 4  | 4  | 34  | 7  | 0 | 0 | 0 | 8  |
| 2004–05    | Hamilton Bulldogs              | AHL        | 20  | 1  | 4  | 5  | 49  | 4  | 0 | 1 | 1 | 8  |
| 2005–06    | Montreal Canadiens             | NHL        | 73  | 2  | 4  | 6  | 116 | 6  | 0 | 0 | 0 | 10 |
| 2006–07    | Montreal Canadiens             | NHL        | 80  | 4  | 15 | 19 | 116 | —  | — | — | — | —  |
| 2007–08    | Montreal Canadiens             | NHL        | 75  | 4  | 13 | 17 | 101 | 12 | 1 | 2 | 3 | 18 |
| 2008–09    | Montreal Canadiens             | NHL        | 66  | 2  | 9  | 11 | 121 | 4  | 0 | 0 | 0 | 20 |
| 2009–10    | Toronto Maple Leafs            | NHL        | 34  | 0  | 4  | 4  | 40  | —  | — | — | — | —  |
| 2010–11    | Toronto Maple Leafs            | NHL        | 75  | 1  | 9  | 10 | 86  | —  | — | — | — | —  |
| 2011–12    | Toronto Maple Leafs            | NHL        | 45  | 1  | 4  | 5  | 41  | —  | — | — | — | —  |
| 2012–13    | Toronto Maple Leafs            | NHL        | 4   | 0  | 0  | 0  | 2   | —  | — | — | — | —  |
| 2012–13    | Toronto Marlies                | AHL        | 7   | 0  | 0  | 0  | 10  | 6  | 0 | 1 | 1 | 9  |
| 2013–14    | Carolina Hurricanes            | NHL        | 32  | 0  | 4  | 4  | 14  | —  | — | — | — | —  |
| NHL totalt | NHL totalt                     | NHL totalt | 551 | 14 | 67 | 81 | 679 | 29 | 1 | 2 | 3 | 56 |